# ベルンハルト・コール
ベルンハルト・コール（Bernhard Kohl、1982年1月4日 - ）は、オーストリア・ウイーン出身の自転車競技選手。

## キャリア
2002年にアンダー23（U-23）オーストリア国内選手権・個人ロードレース優勝。2003年から2004年まで、ラボバンクのアマチュア（コンチネンタル）チームに在籍。
プロ選手になる前（17から19歳まで）はアマチュアチームで走る傍ら、煙突の掃除人をしていたこともあった（CICLISSIMO 2008 no.10）。
2005年、T-モバイルと契約を結びプロ選手となり、同年のブエルタ・ア・エスパーニャに出場、総合110位。2006年、国内選手権（エリート）・個人ロードレース制覇、ドーフィネ・リベレ総合3位の実績を残す。2007年、ゲロルシュタイナーに移籍。ツール・ド・フランスに出場し総合31位。
2008年のツール・ド・フランスでは、ピレネー越えステージの第10ステージで4位に入り、総合順位も一気に4位に浮上。アルプス越えステージでも快走を見せ、第15ステージ終了時点で、首位のフランク・シュレクに7秒差の総合2位、また山岳賞部門では首位に躍り出た。ラルプ・デュエズがゴールの第17ステージではチームCSC-サクソバンク勢の巧妙な作戦もあって、総合優勝を果たすことになるカルロス・サストレから遅れを取り、総合優勝争いでは一歩後退を余儀なくされたが、最終的に総合3位に入り、また山岳賞部門はサストレら他の選手を圧倒して獲得したが、後述するドーピング違反のため、総合順位等は取り消され、山岳賞も剥奪された。
2009年5月には、出場停止期間が終了しても選手生活に復帰する意志はないとして、引退を表明した。

## ドーピング問題

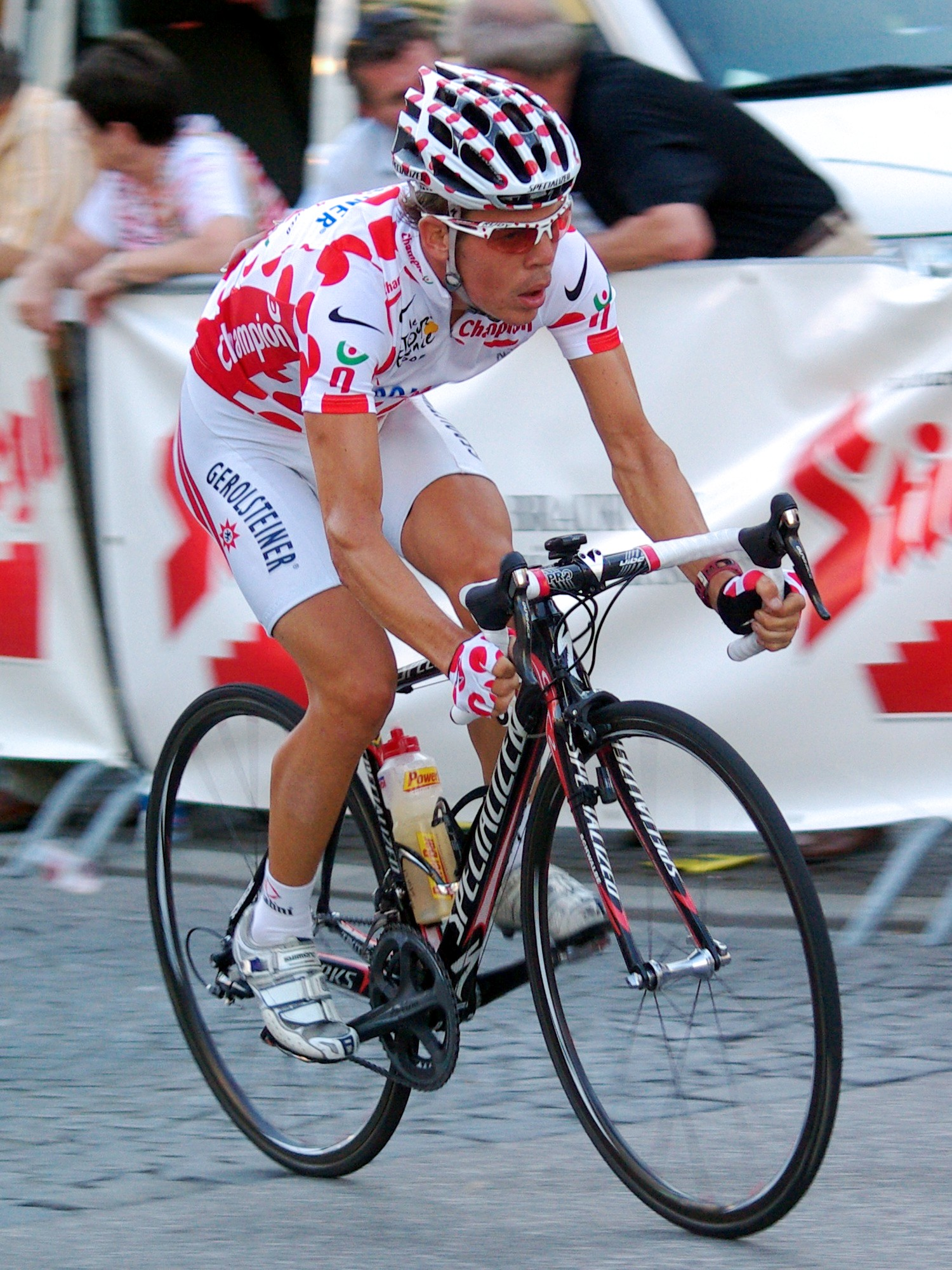
Bernhard Kohl 2008

フランスのスポーツ新聞、レキップの2008年10月13日付記事は、コールにCERA（持続性エリスロポエチン受容体活性化剤=Continuous Erythropoietin Receptor Activator）陽性反応が出たと報じた。フランスアンチドーピング機構の話を受けてレキップが報道したことによるもの。
ロイター・共同によると、同月15日、この報道を受けて記者会見を行ったコールは、CERAの使用を大筋で認めた。
11月24日には、オーストリア反ドーピング機構により2年間の出場停止が言い渡された。